# لي رايموند (سائق سباق)
لي رايموند (بالإنجليزية: Lee Raymond)‏ هو سائق سباق أمريكي، ولد في 2 أكتوبر 1954 في دايتون في الولايات المتحدة، وتوفي في 12 ديسمبر 2013 بسبب سرطان الرئة.

## وصلات خارجية
- لي رايموند على موقع Racing-Reference.info (الإنجليزية)